# Leidsegracht
De Leidsegracht is een dwarsgracht in Amsterdam-Centrum, die Herengracht, Keizersgracht, Prinsengracht en Lijnbaansgracht met elkaar verbindt en bij de Marnixstraat uitmondt in de Singelgracht.

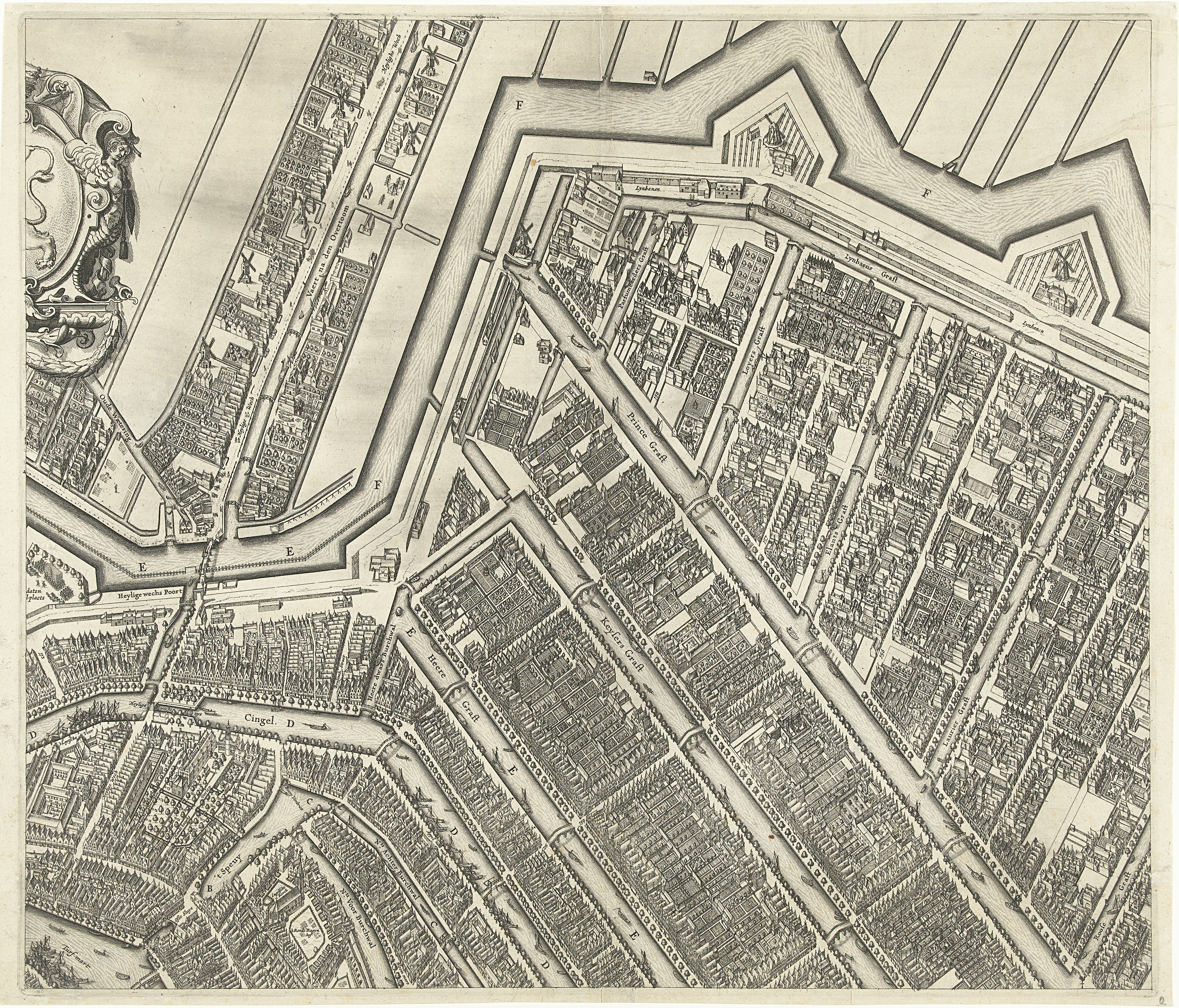
Plattegrond van Amsterdam (blad middenboven) van Balthasar Florisz. van Berckenrode; 1625. Detail van de grote stadskaart met daarop de Leidsegracht als grens van de toenmalige bebouwing, met de nog korte Prinsengracht (Prince Graft), eindigend bij de Leidsegracht (middenboven). Links van de Leidsegracht is de Heiligewegsevaart met bebouwing te zien, hier ligt nu de Leidsestraat.

De Leidsegracht maakte deel uit van de Uitleg van Amsterdam en markeerde de grens tussen de eerste en de tweede fase van de aanleg van de grachtengordel. Tussen 1615 en 1658 was de Leidsegracht de zuidelijke begrenzing van de stad. De gracht kreeg zijn naam in 1658 en is genoemd naar de stad Leiden.
Cornelis Lely (1854–1929), de waterbouwkundige, gouverneur en minister die de oorspronkelijke plannen maakte voor de drooglegging van de Zuiderzee, werd op Leidsegracht nr. 39 geboren. Op een gevelsteen staat hij afgebeeld tussen de Zuiderzee en het nieuwe IJsselmeer.
Vrijwel alle grachtenpanden en voormalige pakhuizen aan deze gracht zijn vandaag de dag woonhuizen.